# Бульдозерная выставка
Бульдо́зерная вы́ставка — самовольная уличная выставка картин московских художников-нонконформистов, прошедшая 15 сентября 1974 года на пересечении улиц Островитянова и Профсоюзной в Москве (сейчас там находятся выходы из станции метро «Коньково»). Самая известная публичная акция неофициального искусства в СССР. Была уничтожена сотрудниками милиции при помощи поливочных машин и бульдозеров, отчего получила своё название.

## История
С 1930-х годов и до конца 1980-х годов правительство Советского Союза официально поддерживало в искусстве только метод социалистического реализма, призванный в полной мере отразить эпоху классовой борьбы и строительства коммунизма. Художники, творчество которых выходило за рамки сложившейся идеологии, не признавались властями и часто становились объектами жёсткой критики и гонений. Показательным событием стало посещение 1 декабря 1962 года Никитой Хрущёвым выставки авангардистов, приуроченной к 30-летию московского отделения Союза художников СССР, где советский лидер не стеснялся в использовании нецензурных выражений.
22 января 1967 года известный авангардист и основатель группы неофициальных художников «Лианозово» Оскар Рабин вместе с коллекционером Александром Глезером провёл «выставку двенадцати» художников в клубе «Дружба» на шоссе Энтузиастов. Уже через два часа она была закрыта работниками КГБ и московского горкома партии.
Нонконформистам не давали выставляться, любые попытки организации выставок без согласования с Московским союзом художников заканчивались закрытием или полным разгромом мероприятия. Однако ужесточение цензуры ещё больше питало почву для развития неофициального искусства. В условиях невозможности проведения выставок на официальных площадках появилась идея создания выставки на открытом воздухе. План принадлежал молодым художникам Виталию Комару и Александру Меламиду. Александр Глезер с Оскаром Рабиным поддержали идею и взяли на себя организацию мероприятия.
Изначально выставку планировали устроить прямо на Красной площади, но после общего обсуждения мероприятие решили перенести на окраину — в Беляево. Рабин и группа художников подали заявку в Моссовет о проведении «показа картин» на московском пустыре 15 сентября 1974 года, с двенадцати до двух часов. Формально выставку запретить не смогли, так как ранее в СССР никогда не проводились художественные выставки на открытом воздухе и на этот счёт не существовало законов. В пригласительных билетах мероприятие было обозначено как «Первый осенний просмотр картин на открытом воздухе».
Первоначальный список участников выставки, заявленный в приглашении, выглядел так:
1. Оскар Рабин
2. Евгений Рухин
3. Владимир Немухин
4. Лидия Мастеркова
5. Надежда Эльская
6. Юрий Жарких
7. Александр Рабин
8. Борух Штейнберг
9. Александр Меламид
10. Виталий Комар
11. Василий Ситников
12. Валентин Воробьёв
13. Игорь Холин
14. Сергей Алфёров

Позже состав несколько изменился, но в целом 15 сентября 1974 года во главе с Рабиным и Глезером на Беляевский пустырь вышли около двадцати художников-нонконформистов, а также их родственники и друзья. Среди наблюдателей за происходящим было достаточное количество журналистов западных информационных агентств и дипломатов.
По причине удобного соседства Беляевского пустыря с квартирой философа и теоретика культуры Виктора Тупицына большую часть картин накануне события оставили у него. Там же остались ночевать некоторые художники, остальные небольшими группами отправились к пустырю на метро. Уже на выходе нескольких из них, в том числе Оскара Рабина, задержали под надуманным предлогом: якобы на станции произошла кража часов и они попадают под описание подозреваемых. Очевидно, художников пытались остановить любой ценой. Их сопроводили в милицейскую комнату, однако вскоре отпустили.
На пустыре под моросящим дождём собравшихся художников встретили люди, одетые в рабочую форму, предположительно являвшиеся сотрудниками милиции. Их окружали машины с саженцами и тяжёлая техника. Формально всё выглядело как гневная реакция группы работников по благоустройству и развитию лесопарка на присутствие посторонних, мешающих проводить им в воскресение субботник.
Некоторые участники выставки даже не успели распаковать свои картины. Нападавшие ломали произведения, избивали и арестовывали художников, зрителей и иностранных журналистов. Корреспонденту газеты The New York Times выбили зуб его же камерой. Очевидцы вспоминают, как Оскара Рабина, повисшего на ковше бульдозера, тащили по земле практически через всю территорию выставки. Художников увозили в участок, где заявляли: «Стрелять вас надо! Только патронов жалко…»

## Итоги
Событие вызвало большой резонанс в зарубежной прессе. Александр Глезер, контактировавший с иностранными журналистами и активно пропагандировавший советское искусство за рубежом, собрал у себя дома пресс-конференцию. Участники сорванной Бульдозерной выставки прославились на весь мир.
На следующий день художники написали коллективное письмо: «Москва, Кремль, Советскому правительству». В нём сообщалось о намерении организовать в ближайшее время новую выставку, а также дать указания милиции «защитить» её от «хулиганов».
Юрий Андропов крайне негативно отнёсся к разгрому выставки: 
Когда снесли выставку абстракционистов бульдозерами, он отдыхал в Кисловодске, о случившемся ему доложил дежурный, позднее. 
— Какой идиот, какой кретин пошёл на этот   вандализм?! — взорвался Юрий Владимирович. 
— Указание члена Политбюро ЦК товарища Гришина, —  кашлянув в трубку, ответил смущённый дежурный…

Помощник Брежнева Александров-Агентов в своей записке характеризовал разрушение бульдозерами выставки как «глупость и дилетантство»: 
Эта акция вызвала много ненужного шума. Только она и одарила «абстракционистов» международным вниманием, которого те желали. Если бы художникам предоставили комнату для выставки, сопроводили выставку несколькими статьями о бессмысленных произведениях искусства и дали общественности возможность самой составить представление о них, всё решилось бы само собой. В результате же привлечения милиции, использования бульдозеров и брандспойтов Моссовет настроил против СССР не только «буржуазную» печать, но и западные коммунистические партии.
Советские власти пошли на уступки и официально разрешили проведение подобной выставки на открытом воздухе в Измайловском парке двумя неделями позже, 29 сентября 1974 года. Новая выставка представляла работы уже не двадцати, а более чем сорока художников, длилась четыре часа и привлекла тысячи зрителей. Советские граждане оказались открыты экспериментальному искусству и дружелюбно настроены. Западная пресса даже окрестила такое столпотворение «советским вудстоком». Вернисаж в Измайлово вошел в историю как «четыре часа свободы» и дал дорогу другим выставкам нонконформистов, которые имели важное значение в истории русского современного искусства.
Организатор Бульдозерной выставки Оскар Рабин заявил в интервью 2010 года в Лондоне:
Выставка готовилась скорее как политический вызов репрессивному режиму, а не как художественное событие. Я знал, что у нас будут проблемы, что будут аресты, избиения. В течение последних двух дней перед выставкой нам было страшно. Меня пугали мысли, что со мной лично произойти могло что угодно.
Также в интервью западным журналистам Рабин сравнивал бульдозеры с танками в Праге, как символом репрессий режима, пугавшего его. Несмотря на внешнюю лояльность властей после сентябрьских выставок 1974 года, уже в конце 1970-х Рабин был арестован, отправлен по туристической визе с семьёй в Париж и там лишен советского гражданства. Практически всем участникам выставки также пришлось эмигрировать за границу.
Поэт и художник-концептуалист Дмитрий Александрович Пригов считал, что художественную ценность «Бульдозерной выставки» оценить невозможно, поскольку она продолжалась всего несколько секунд. Однако это была важная социальная акция — попытка «отстоять место свободного существования художника, право выставляться».

## Память
- В 1987 году режиссёр Владимир Бортко снял фильм «Единожды солгав…» о советском художнике-конформисте.
- В 1988 году режиссер И. Пастернак снял документальный фильм «Черный квадрат» об истории советского авангардного искусства, в том числе о «бульдозерной выставке»[18].
- 20-летие Бульдозерной выставки было отмечено в 1994 году ретроспективной экспозицией её участников в картинной галерее «Беляево». Организатор — Александр Давидович Глезер.
- В рамках празднования 30-летия Бульдозерной выставки в 2004 году Государственный центр современного искусства (ГЦСИ) представил своё новое здание на Зоологической ул., 13 и макет будущего памятника легендарному событию — бульдозерный нож. Впоследствии этот нож, уже в натуральную величину, был установлен у входа в ГЦСИ[19].
- К 40-летию Бульдозерной выставки в 2014 году в галерее «Беляево» открылась экспозиция «Свобода есть свобода…», в которую вошли фотографии, сделанные 15 сентября 1974 года, и работы участников акции — Оскара Рабина, Лидии Мастерковой, Виталия Комара и других. Организатор — Оскар Рабин[20].